# 와이엠 (기업)
와이엠(YM Co. Ltd.)은 대한민국의 기업이다. 본사는 경기도 평택시 포승읍 포승공단로 118번길 118에 위치해 있다. 대표이사는 선지영이다. 영신금속공업에서 현재의 사명으로 변경하였다.
현대모비스, 현대자동차, 글로비스, 한국지엠, 기아자동차에 납품하고 있다.

## 참고 문헌
1. ↑  와이엠, 위기 속 빛 발한 선지영 대표 '리더십', 딜사이트, 2024.06.27
2. ↑  50년 뿌리 기술기업 '영신금속'이 택한 변화, 딜사이트, 2021.04.27
3. ↑  볼트업계 강자 영신금속, 선지영 대표 체제로 전환, 경기일보, 2018-06-21